# Banca ética
La banca ética, también conocida como banca social o banca alternativa, es un conjunto de entidades financieras cuyos productos no están condicionados exclusivamente al criterio del máximo beneficio. En algunos casos, también tienen una estructura interna fundamentada en la participación cooperativa.

## Historia
Este tipo de banca surge como parte de los movimientos de economía alternativa que buscan una economía real y cuyas actividades produzcan un impacto social o medioambiental positivo. Ciertos escándalos públicos de corrupción en Estados Unidos y conflictos políticos internacionales (la guerra de Vietnam, el régimen del apartheid en Sudáfrica...), hicieron que la ciudadanía y una serie de colectivos tomasen conciencia de que la relación ahorro-crédito estaba completamente controlada por los bancos. Es decir, los ahorradores y legítimos dueños de ese dinero no tenían capacidad para decidir sobre los créditos que se concederían con su ahorro. De esta manera, el ahorro de una ONG que trabajara por la paz podía invertirse en armamento.
Así, surge un movimiento crítico que exige aplicar la ética en los negocios y la búsqueda de una economía alternativa que gestione los recursos económicos con el objetivo de satisfacer las necesidades de los ciudadanos. Esto se enfrenta a la clase de economía cuyo objetivo es el crecimiento. 
Al mismo tiempo, en los países del Sur hubo falta de acceso a la economía internacional y a los sistemas financieros tradicionales. Esta necesidad hizo nacer multitud de redes locales económicas que generaron diferentes mecanismos de financiación local y solidaria. El instrumento más conocido es el microcrédito, propuesto con gran éxito por Grameen Bank en Bangladés. Su fundador, Muhammad Yunus, recibió en 2006 el Premio Nobel de la Paz. 
Históricamente, se sucedieron dos enfoques en la selección de criterios que permitían el acceso al crédito. Primero se utilizaron criterios de selección negativa, definiendo qué tipo de actividades no se financiarían: armamento, prostitución, pornografía, tabaco, alcohol, actividades extractivas no sostenibles, maderas tropicales... Tras esta postura, se hizo una reflexión que llevó a proponer los criterios en forma positiva, aquellos que sí se financiarían: cultura, comercio justo, restauración del medioambiente, energías renovables... Hoy en día predomina la selección positiva.

## Objetivos
Por economía real se entiende toda aquella actividad económica no especulativa y fuera de los mercados secundarios. Es decir, que los proyectos financiados con el crédito de la banca ética deberán generar directamente bienes o servicios. Esto también excluye la concesión de créditos para el consumo personal. El impacto positivo, ya sea social o medioambiental, significa restringir las actividades financiables a las que cubran servicios necesarios y abandonados por la banca tradicional debido a su baja rentabilidad. Esto se logra desterrando una serie de proyectos (armamento, prostitución, extensos monocultivos intensivos, tabaco...) y priorizando otros (comercio justo, atención a colectivos en riesgo de exclusión, educación).

## Transparencia
La transparencia es una herramienta fundamental para mantener la credibilidad de la banca ética. En dichas entidades hay gran accesibilidad a la información de los proyectos beneficiarios del crédito concedido.

## Modelos
Existen diferentes modelos de banca que forman parte de la banca ética. Se pueden simplificar clasificándolos en los siguientes grupos:

### Banca ética
Conjunto de intermediarias financieras bajo supervisión del Banco de España en materia de liquidez y transparencia, que cumplen los objetivos citados anteriormente (economía real e impacto positivo para la sociedad), y tienen un organigrama tradicional. Es decir, el derecho a voto depende de la participación en el capital social o de la proporción de activos poseídos respecto al total emitido. Ejemplos de estas entidades son FIARE Banca Ética, Coop57, Triodos Bank o Colonya Caixa Pollença.

### Banca ética cooperativa o ciudadana
Conjunto de intermediarias financieras que cumplen los objetivos citados anteriormente (economía real e impacto positivo para la sociedad) y tienen un sistema de gobierno asambleario en el que todo usuario del banco tiene un voto de igual peso, sin considerar el capital invertido en dicha institución. Es decir, una persona, un voto. Suelen tener mejor acogida en las asociaciones del Tercer sector que entre particulares y empresas. Algunas de estas instituciones no tienen ficha bancaria y se constituyen como cooperativas de crédito. No es caso de España, donde las cooperativas de crédito están reguladas por ley y son autorizadas y supervisadas por el Banco de España.

## Lista de banca ética

### Europa
Operan en varios países
- Triodos Bank, con base en Países Bajos (con oficinas en Reino Unido, Bélgica, Alemania y España)
- Oikocredit, Países Bajos (presente en casi 70 países de todo el mundo, principalmente países en vías de desarrollo)
- Banca Popolare Etica, con base en Italia (con oficinas en España donde se denomina Fiare Banca Etica)

Alemania
- GLS bank
- EthikBank (también sirve a Austria)
- Umweltbank

Dinamarca
- Oikos Bank
- Merkur Bank
- Dragsholm Sparekasse
- Arbejdernes Landsbank
- Folke Sparekassen

España (ver comparativa de finanzas éticas en España)
- Coop57
- Colonya Caixa Pollença
- Caixa Ontinyent

Reino Unido
- Charity Bank
- Co-operative Bank
- Reliance Bank
- Shared Interest, basado en el R.U.
- Unity Trust Bank
- Ecology Building Society

Otros países europeos
- Cultura Bank, Noruega
- MagNet Community Bank, Hungría
- JAK members bank, Suecia, banco sin intereses
- Crédit coopératif y NEF, Francia
- Alternative Bank Schweiz, Suiza

### Norteamérica
EE. UU.
- New Resource Bank, basado en San Francisco. Es un banco comercial enfocado en negocios que comparten su misión de hacer progresar la sostenibilidad dentro de su comunidad.
- Urban Partnership Bank, Basado en Chicago. Sucesor de Shorebank
- One Pacific Coast Bank, basado en Oakland, con ramificaciones en Seattle, Portland, y Illwaco, WA.

Canadá
- Citizens Bank

### Oceanía
Nueva Zelanda
- Prometheus